# Serapione (nome)
Serapione  è un nome proprio di persona italiano maschile.

## Varianti
- Maschili: Serapio[2]
- Femminili: Serapiona[2], Serapia[1][2]

### Varianti in altre lingue
- Asturiano: Sarapio[3]
- Basco: Serapi[3]
  - Femminili: Serape[3]
- Catalano: Serapió[3], Serapi[3]
  - Femminili: Serápia[3]
- Francese: Sérapion
- Georgiano: სერაპიონ (Serapion)[4]
- Greco antico: Σαραπίων (Sarapion)[4], Σεραπίων (Serapion)
- Greco moderno: Σεραπίων (Serapiōn)
- Latino: Serapion[1]
  - Femminili: Serapia[1]
- Portoghese: Serapião
- Russo: Серапион (Serapion)[4]
- Serbo: Серапион (Serapion)
- Spagnolo: Serapión[3], Serapio[3]
  - Femminili: Serapia[3]
- Ungherese: Szerápión

## Origine e diffusione

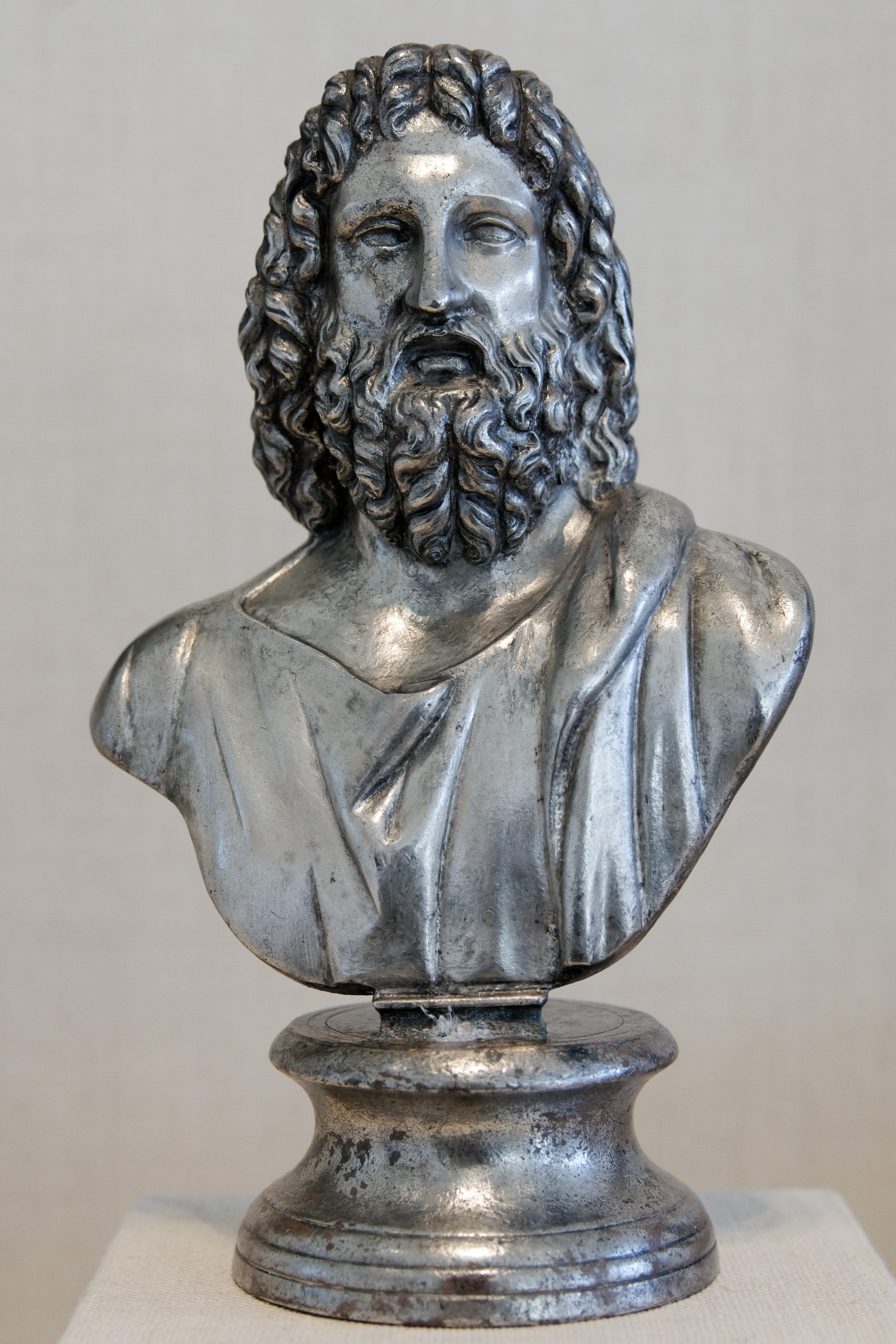
Busto del dio Serapide conservato presso il Metropolitan Museum of Art

Deriva dal greco Σαραπίων (Sarapion), latinizzato in Serapion; si tratta di un nome teoforico facente riferimento a Serapide, una divinità greco-egizia del periodo tolemaico. La sua diffusione in Italia è scarsa, e prevalente nelle forme maschili; in passato era molto utilizzato in Georgia e Russia, ma anche in questi paesi ora è caduto in disuso.

## Onomastico
L'onomastico si può festeggiare in memoria di diversi santi, alle date seguenti:
- 18 gennaio, san Serapione, martire in Egitto[5]
- 31 gennaio, san Serapione, martire con altri compagni a Corinto sotto Decio[5][6]
- 20 febbraio, san Serapione, martire ad Alessandria d'Egitto sotto Decio[5][6]
- 25 febbraio, san Serapione, martire a Diospolis Parva (oggi Hu, Egitto) sotto Numeriano[5]
- 10 marzo, san Serapione, martire a Corinto sotto Valeriano[5]
- 21 marzo, san Serapione, detto "lo Scolastico", discepolo di sant'Antonio abate, vescovo di Tmui[5][6]
- 7 aprile, san Serapione, diacono, martire con i santi Teodoro, Ireneo e Ammone nella pentapoli libica[5][6]
- 27 aprile, san Serapione, martire a Nicomedia[5]
- 21 maggio, san Serapione il Sindonita, asceta in Egitto e pellegrino, Stolto in Cristo[5]
- 13 luglio, san Serapione, martire ad Alessandria d'Egitto sotto Settimio Severo[5][6]
- 27 luglio, san Serapione, uno dei sette dormienti di Efeso[5]
- 18 agosto, san Serapione, martire a Roma[5]
- 29 luglio, santa Serapia di Antiochia, vergine e martire a Roma[7].
- 27 agosto, san Serapione, sacerdote, martire a Tomi[5]
- 12 settembre, san Serapione, martire con i santi Cronide e Leonzio ad Alessandria d'Egitto[6]
- 12 settembre, san Serapione, vescovo di Catania[6]
- 30 ottobre, san Serapione, teologo e patriarca di Antiochia[5][6]
- 14 novembre, san Serapione, mercedario inglese, martire ad Algeri[5][6]
- 14 novembre o 13 luglio, san Serapione, martire ad Alessandria d'Egitto sotto Settimio Severo[5]

## Persone
- Serapione, funzionario egizio
- Serapione di Alessandria, medico greco antico
- Serapione di Alessandria, martire cristiano egiziano
- Serapione di Antiochia, vescovo di Antiochia
- Serapione di Catania, vescovo di Catania
- Serapione di Thmuis, monaco e religioso egiziano
- Serapione il Giovane, medico arabo
- Serapione il Sindonita, monaco egiziano
- Serapione, mercedario britannico.

### Variante Serapio

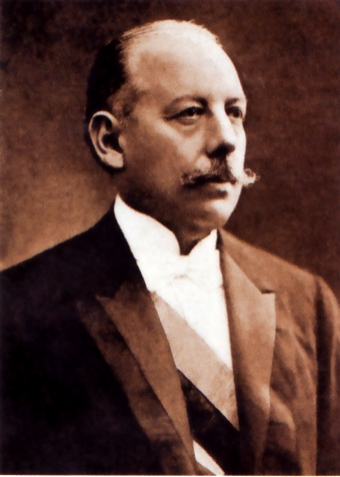
Serapio Calderón

- Serapio Calderón, politico peruviano